# Fons Vitae (Avicebron)
Fons Vitae è un dialogo filosofico neoplatonico scritto dal filosofo e teologo spagnolo ebreo Avicebron. 
Originariamente scritto in arabo con il titolo Yanbu' al-Hayat (arabo: ينبوع الحياة) e successivamente tradotto in ebraico da Samuel ben Judah ibn Tibbon: (מקור חיים, lett. "Fonte della vita") (cfr Salmi 36,10).

## Contenuto
Il dialogo filosofico dell'opera consiste in un dialogo tra maestro e discepolo sulla natura della Creazione e su come comprendere ciò che siamo (la nostra natura) possa aiutarci a sapere come vivere (il nostro scopo). Il suo fine quindi è comprendere la natura dell'essere umano, la ricerca della conoscenza, e l'attuazione delle buone azioni dellessere umano stesso.  L'opera si distingue nella storia della filosofia per aver introdotto la dottrina secondo cui tutte le cose, compresa l'anima e l'intelletto, sono composte di materia e forma, e per la sua enfasi sulla volontà divina. 
Nelle frasi conclusive della Fons Vitæ (5.43, p. 338, riga 21), Avicebron descrive ulteriormente questo stato di “ritorno” come una liberazione dalla morte e un'adesione alla fonte della vita.

## Struttura e temi dell'opera
Fons Vitae si compone di cinque sezioni:
- Materia e forma in generale e loro relazione nelle sostanze fisiche (substantiæ corporeæ sive compositæ);
- La sostanza che sta alla base della corporeità del mondo (de substantia quæ sustinet corporeitatem mundi);
- Prove dell'esistenza di intermediari tra Dio e il mondo fisico (substantiæ simplices, lett. "intelligibiles");
- Prove che anche questi “intelligibili” sono costituiti di materia e forma;
- Materia universale e forma universale.

Fons Vitæ presuppone che la base dell'esistenza e la fonte della vita in ogni cosa creata sia una combinazione di "materia" (materia universalis) e "forma".).tutto ciò che esiste può essere ridotto a tre categorie: Dio; materia e forma (cioè Creazione); volontà (un intermediario). Tutti gli esseri creati sono costituiti da forma e materia. Ciò vale sia per il mondo fisico (substantiis corporeis sive compositis) che per il mondo spirituale (substantiis spiritualibus sive simplicibus), che sono quest'ultimo l'anello di congiunzione tra la prima sostanza (cioè la Divinità, essentia prima) e il mondo fisico (substantia, quæ sustinet novem prædicamenta, lett. "sostanza divisa in nove categorie").
Materia e forma sono sempre e dovunque nel rapporto di “ sustinens ” e “ sustentatum ”, “ propriatum ” e “ proprietas ”: substrato e proprietà o attributo.

## Lingua dell'opera
L'opera è stata originariamente composta in arabo, di cui non esistono copie. Fu preservata per secoli da una traduzione in latino nell'anno 1150, di Abraham ibn Daud e Dominicus Gundissalinus, che fu il primo direttore ufficiale della Scuola di Traduttori di Toledo. Nel XIII secolo Shem Tov ibn Falaquera scrisse un riassunto della Fons Vitæ in ebraico, e solo nel 1926 il testo latino completo fu tradotto in ebraico.

## Importanza dell'opera
Il Fons Vitae di Avicebron costituisce una delle opere fondamentali della filosofia ebraica medievale e un esempio importante della filosofia ebraica in ambito neoplatonico.